# تفنگ ساچمه‌زنی خودکار
تفنگ ساچمه‌زنی خودکار یا شات‌گان خودکار (به انگلیسی: Automatic shotgun) یک تفنگ ساچمه‌زنی است که تیرهای اسلحه را شلیک می کند و مقداری از انرژی هر شلیک را برای چرخش اتوماتیک عمل و بارگذاری مجدد فشنگ استفاده می کند. تا زمانی که ماشه آزاد شود یا مهمات تمام نشود، به طور مداوم عمل شلیک انجام می گیرد. شات‌گان‌های اتوماتیک دارای برد بسیار محدودی هستند، اما قدرت شلیک فوق‌العاده‌ای را در فاصله نزدیک دارند.

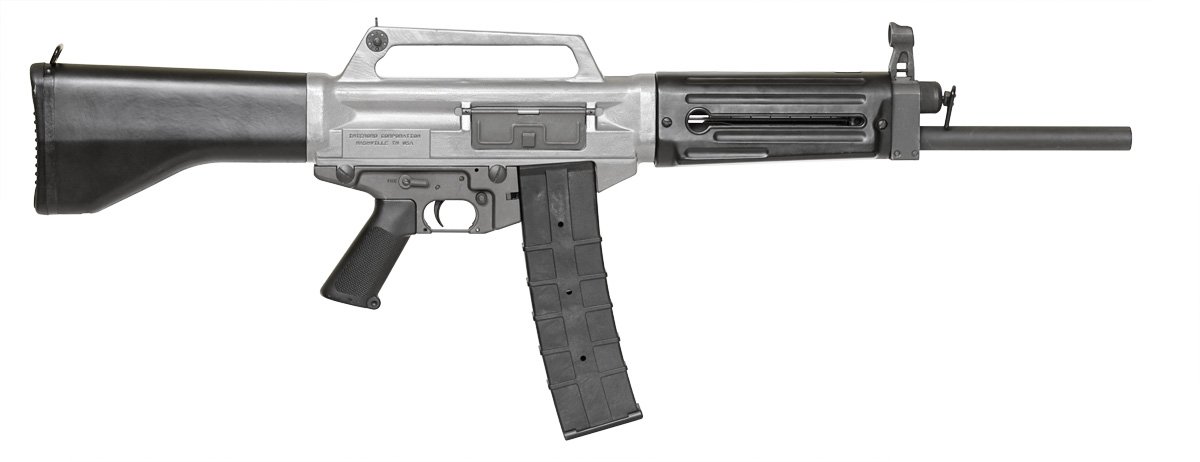
دوو یواس‌ای‌اس-۱۲ یک شات‌گان خودکار

## نمونه‌هایی از تفنگ ساچمه‌زنی خودکار
- اتو اسالت-۱۲
- پانکر جک‌همر
- سایگا-۱۲
- وپر-۱۲
- هکلر و کخ اچ‌کی سی‌ای‌دبلیواس